# Picot cuadaurat
El picot cuadaurat (Campethera abingoni) és una espècie d'ocell de la família dels pícids (Picidae) que habita zones boscoses de gran part de l'Àfrica oriental i Meridional, i localment a lÀfrica Occidental i Central.